# المواجهة (مسلسل لبناني)
المواجهة هو مسلسل جريمة ودراما وإثارة وتشويق سوري لبناني من بطولة تيم حسن وماغي بو غصن، ومن كتابة وإخراج باسم السلكا. عُرض المسلسل للمرة الأولى على شاهد.نت في 1 سبتمبر 2019، ومن المُقرر أن يُعرض على شبكة أوربت شوتايم في وقتُ لاحق. تأتي أحداث المسلسل في 30 حلقة، مع إمكانية إنجاز مواسمٍ أخرى منه.
يُشارك في المسلسل عددٌ من الممثلين، ومنهم رودني حداد، نيكولا معوض، ديمة قندلفت، ماغي بو غصن، تيم حسن، آنجو ريحان، أمل بوشوشة، ليا أبو شعيا، طارق تميم، أيمن رضا، صباح الجزائري وغيرهم.
أُعلن أنَّ مسلسل المواجهة سيُعرض في 26 يناير 2020 بشكلٍ مشفر على قناة أو إس إن ياهلا الأولى (OSN Yahala Al Oula).